# Asphondylia baccharolia
Asphondylia baccharolia är en tvåvingeart som beskrevs av Gagne 1995. Asphondylia baccharolia ingår i släktet Asphondylia och familjen gallmyggor. Inga underarter finns listade i Catalogue of Life.